# جعفرآباد سفلی (فاروج)
جعفرآباد سفلی روستایی در دهستان تیتکانلو بخش خبوشان شهرستان فاروج استان خراسان شمالی ایران است.
در شرق این روستا، شهرستان قوچان (خراسان رضوی) و در غرب این روستا، شهرستان فاروج (خراسان شمالی) قرار دارد. این روستا در مسیر جاده قوچان به فاروج واقع شده و در واقع می‌توان آن را روستای مرزی بین دو استان خراسان شمالی و خراسان رضوی در نظر گرفت.
فاصله روستای جعفرآباد سفلی از قوچان، ۲۵ کیلومتر و از فاروج، ۷ کیلومتر می‌باشد.
این روستا دارای آب و هوای معتدل کوهستانی است.
میانگین درجه حرارت سالانه ۱۳ درجه سانتیگراد و میانگین بارندگی ۲۱۹ میلیمتر است.
آب و هوای این منطقه در تابستان‌ها معتدل تا گرم و در زمستان‌ها بسیار سرد است.
ارتفاع از سطح دریا: ۱۲۰۰ متر
اکثر ساکنان این روستا به کار کشاورزی و دامپروری مشغول هستند.
از مهم‌ترین محصولات کشاورزی این روستا می‌توان به زعفران، گندم، جو، کشمش، سیب زمینی، گوجه فرنگی، خیار، چغندرقند و… اشاره کرد.

## جمعیت
بر پایه سرشماری عمومی نفوس و مسکن در سال ۱۳۹۵ جمعیت این مکان ۷۱۹ نفر (۲۲۸خانوار) بوده‌است.